# Siegfried Wentz
Siegfried Wentz (Alemania Occidental, 25 de enero de 1958) es un atleta alemán, especializado en la prueba de decatlón en la que llegó a ser subcampeón mundial en 1983.

## Carrera deportiva
En el Mundial de Helsinki 1983 ganó la medalla de bronce en la competición de decatlón, consiguiendo 8478 puntos, tras el británico Daley Thompson y su compatriota Jürgen Hingsen.